# Смирнов, Кирилл Андреевич
Кири́лл Андре́евич Смирно́в (род. 12 мая 1989, Москва, РСФСР, СССР) — российский хоккеист.

## Биография
Внук хоккейного тренера Константина Смирнова, сын хоккеиста Андрея Смирнова, погибшего в 2001 году. 
Воспитанник хоккейной школы московских «Крыльев Советов», в дубле которых, игравшем в первой лиге российского чемпионата, дебютировал в сезоне 2005/06. В сезоне 2006/07 в 4 матчах представлял основной состав клуба в Суперлиге.
В первом сезоне розыгрыша Открытого чемпионата России (2008/2009) представлял одинцовский клуб «Рысь-2-ОГУ», являвшийся фарм-клубом подольской «Рыси» во второй лиге.
В сезоне 2009/10 играл в клубах первой лиги: начал его в клубе «Зеленоград», завершил в электросталевском «Кристалле», по ходу сезона 2010/2011 перешёл в кирово-чепецкую «Олимпию», стартовавшую в Молодёжной хоккейной лиге. Сезон 2011/2012 начал в казахстанском чемпионате в составе «Астаны» (26 игр), завершил карьеру в том же сезоне, вернувшись в «Кристалл».
С 2013 года главный тренер юниорской хоккейной команды «Орбита» (Зеленоград). Окончил Российский государственный университет физической культуры, спорта, молодёжи и туризма (2011).

## Статистика
| Легенда | Легенда                    | Легенда | Легенда                   | Легенда | Легенда    |
| ------- | -------------------------- | ------- | ------------------------- | ------- | ---------- |
| И       | Количество проведённых игр | Штр     | Штрафное время            | +/−     | Плюс-минус |
| Г       | Голы                       | П       | Голевые передачи          | О       | Очки       |
| -       | Статистика неизвестна      | —       | Статистика не учитывалась |         |            |